# Jonathan Caouette

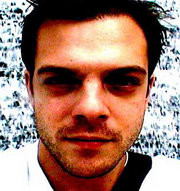
Tarnation-Regisseur Jonathan Caouette

Jonathan Caouette (* 26. November 1972 in Houston, USA) ist ein amerikanischer Independent-Filmemacher, Filmschauspieler und Autorenfilmer. Er wurde durch den Dokumentarfilm Tarnation bekannt.

## Leben
Caouette verlebte eine schwierige Kindheit. Er wuchs bei seinen Großeltern auf, da seine Mutter unter Schizophrenie litt. Bereits im Alter von elf Jahren drehte Caouette einige Filme. Auch spielte er in einigen MTV-Spots, Werbeclips und über einem Dutzend Studentenfilmen mit.
2003 hatte er seinen größten Erfolg: den Film Tarnation (co-produziert von John Cameron Mitchell und Gus Van Sant). Caouette hatte auf verschiedenen Festivals große Erfolge gefeiert und in den USA einige Independent-Preise gewonnen. Sein Film wurde auf dem Sundance Filmfestival gezeigt sowie in Cannes. Er war auch als Theater- bzw. Musicaldarsteller an verschiedenen regionalen Theater- und Musicalbühnen tätig. Jonathan Caouette ist offen homosexuell.

## Filmografie

### Als Regisseur
- Tarnation, 2003 (Selbstdokumentation)
- Jonathan Caouette as a Film Maker, 2006 (Dokumentation)
- Making of the 15th Raindance Filmfestival, 2007 (Dokumentation)
- All Tomorrow’s Parties, 2008 (Kurzfilm)
- All Flowers in Time, 2010 (Kurzfilm)
- Walk away Renee, 2011 (Dokumentation)

### Als Darsteller
- Fat Girls, 2006
- Shortbus, 2006
- The Moon and He, 2008
- Portland, 2008
- All Flowers in Time, 2010

### Als er selbst
- Wie ich lernte, die Zahlen zu lieben, 2014